# Baby blue eyes
『Baby blue eyes』（ベイビー・ブルー・アイズ）は、椎名へきるの5枚目のオリジナルアルバム。

## 解説
- 前作『with a will』以来1年2ヶ月ぶりとなる通算5枚目のアルバム。タイトルの『Baby blue eyes』は英語で植物のルリカラクサ、転じてネモフィラのことを指す。

- 前作リリース前後に自身のコンサートでロックシンガーになることを宣言し、今作以降エレキギターを前面に押し出したロックテイストの楽曲が半数以上を占めるようになる。

- 7thシングル「MOONLIGHT」のカップリング「届けたい想い」のリミックス盤[1]、及び8thシングル「風が吹く丘」を収録。10曲目「Graduater」も9thシングルとして今作に先行してシングルカットされた。また「風が吹く丘」と「Graduater」の間にリリースされたLUNA SEAのドラムス真矢とのデュエット楽曲「漂流者」のSony Records盤のカップリング曲「246」も収録[2]、なおこちらは特に表記は無いが、ピアノ弾き語りによるサビのアウトロが追加されたアルバムヴァージョンで収録されている。

- 今作から参加となったのは元シンガーソングライターだった上野浩司、吉田とおる、Groovy Boyfriendsの高橋圭一[3]、作曲家のTACOS NAOMI、ギタリストの鎌田常治など。また前作に引き続き作詞家の大森祥子、夏野芹子、森浩美、作曲家の深田太郎（作詞家・阿久悠の長男）が参加。

- 初回生産のみ特殊ケース仕様となっている。

## 収録曲
| #         | タイトル                       | 作詞                   | 作曲                               | 編曲                               | 時間  |
| --------- | ------------------------------ | ---------------------- | ---------------------------------- | ---------------------------------- | ----- |
| 1.        | 「風が吹く丘」                 | 嘉藤英幸               | 上野浩司                           | 大坪稔明                           | 4:52  |
| 2.        | 「Distance」                   | 大森祥子               | 鎌田常治                           | 大坪稔明                           | 5:09  |
| 3.        | 「風の行方」                   | 吉田とおる・椎名へきる | 吉田とおる                         | 高橋圭一（from Groovy Boyfriends） | 4:29  |
| 4.        | 「届けたい想い Remix Version」 | 夏野芹子               | 深田太郎                           | 荒木将器                           | 3:55  |
| 5.        | 「あなたの名前」               | 上野浩司               | 上野浩司                           | 大坪稔明                           | 5:08  |
| 6.        | 「それっていいね」             | 森浩美                 | 鎌田常治                           | 大坪稔明                           | 4:08  |
| 7.        | 「誰のせいでもない」           | 土生京子               | 高橋圭一（from Groovy Boyfriends） | 高橋圭一（from Groovy Boyfriends） | 3:49  |
| 8.        | 「246」                        | 上野浩司               | 上野浩司                           | 亀田誠治                           | 5:02  |
| 9.        | 「純」                         | 吉田とおる             | 吉田とおる                         | 大坪稔明                           | 4:16  |
| 10.       | 「Graduater」                  | アキレスKEN            | TACOS NAOMI                        | 大坪稔明                           | 3:53  |
| 11.       | 「Infinity」                   | 椎名へきる             | 高橋圭一（from Groovy Boyfriends） | 高橋圭一（from Groovy Boyfriends） | 4:37  |
| 合計時間: | 合計時間:                      | 合計時間:              | 合計時間:                          | 合計時間:                          | 49:18 |